# História da Liga dos Campeões da UEFA
A história da Taça dos Campeões Europeus e da Liga dos Campeões da UEFA abrange mais de sessenta anos de competição, constatando campeões e vice-campeões de todo o continente.

## Antecedentes

### Primeiros torneios
A primeira vez que os campeões de duas ligas europeias se encontraram foi no que foi apelidado de Campeonato Mundial de 1895, quando o campeão inglês Sunderland derrotou o campeão escocês Heart of Midlothian por 5 a 3. Ironicamente, a escalação do Sunderland no Campeonato Mundial de 1895 consistia inteiramente de jogadores escoceses – jogadores escoceses que se mudaram para a Inglaterra para jogar profissionalmente naquela época eram conhecidos como "Scotch Professors".
Antes disso, outros "Campeonatos Mundiais de Futebol" ocorreram, embora fossem entre os vencedores das copas da Escócia e da Inglaterra, já que as respectivas ligas ainda não haviam sido estabelecidas.
As competições de clubes entre times de países europeus remontam a 1897, quando a Challenge Cup foi fundada como uma competição entre clubes da Áustria-Hungria que em circunstâncias normais não se enfrentariam na competição. Esta competição decorreu até 1911, com o seu último vencedor, o Wiener Sport-Club, a manter o troféu. Simultaneamente, clubes ingleses e escoceses competiram no Campeonato Mundial de Futebol. O Troféu Sir Thomas Lipton foi disputado em 1909 e 1911 em Turim, Itália, envolvendo clubes da Itália, Alemanha, Suíça e Inglaterra.
A Challenge Cup é considerada a precursora da primeira verdadeira competição pan-europeia de clubes, a Copa Mitropa, que surgiu após o fim da Áustria-Hungria após a Primeira Guerra Mundial. Naquela época, as várias nações do centro da Europa estavam introduzindo ligas profissionais. A introdução de um torneio internacional de clubes destinava-se a ajudar financeiramente os novos clubes profissionais. A Mitropa Cup foi disputada pela primeira vez em 1927.
Uma das primeiras tentativas de criar uma copa para os clubes campeões nacionais da Europa foi feita pelo clube suíço Servette em 1930. O torneio chamado "Coupe des Nations" foi um grande sucesso e os campeões das dez principais nações europeias do futebol da época foram convidados. A taça foi conquistada pelo clube húngaro Újpest. Apesar do grande sucesso, o torneio nunca mais foi organizado, por questões financeiras.
Após a Segunda Guerra Mundial, a redução da classificação da Copa Mitropa levou à fundação de uma nova competição, a Taça Latina, para times da França, Itália, Espanha e Portugal. Esta competição foi disputada como um mini-torneio no final de cada temporada pelos campeões da liga de cada país. Outro torneio foi a Coppa Grasshoppers disputada em 1952 a 1957.

### Criação da Taça dos Campeões Europeus
O Campeonato Sul-Americano de Campeões, começou em 1948 após anos de deliberação e organização e colocou em movimento o antecedente da Copa Libertadores. O jornalista esportivo francês Jacques Ferran ficou fascinado com a ideia sul-americana de 1948 de uma liga dos campeões de clubes continental. O documento da UEFA sobre a história da Taça dos Campeões Europeus confirma que Jacques Ferran e Gabriel Hanot, jornalistas do jornal esportivo francês L'Équipe, foram os fundadores da Taça dos Campeões Europeus. Em entrevistas ao programa esportivo brasileiro Globo Esporte em 2015 e ao jornal chileno El Mercúrio em 2018, Jacques Ferran disse que o Campeonato Sul-Americano de Campeões foi a inspiração para a Taça dos Campeões Europeus: "Como poderia a Europa, que queria estar à frente do resto do mundo, não conseguir realizar uma competição do mesmo tipo da sul-americana? Precisávamos seguir esse exemplo."
O verão de 1953 viu o Wolverhampton Wanderers jogar um amistoso contra um sul-africano XI para iniciar uma série notável de vitórias nos meses seguintes. O Wolves jogou uma série de amistosos contra adversários estrangeiros, como o Racing Club da Argentina, o Spartak Moscou da União Soviética, entre outros, antes de enfrentar o Honvéd da Hungria em um jogo transmitido ao vivo pela BBC. O time do Honvéd incluía muitos jogadores da Seleção Húngara, que dominava o futebol mundial na época. Os lobos venceram o jogo por 3–2, o que levou seu técnico Stan Cullis e a imprensa britânica a proclamá-los como "Campeões do Mundo". Este foi o estímulo final para Hanot, que há muito fazia campanha para um torneio de clubes em toda a Europa para determinar quem era o melhor do continente.

Antes de declararmos que Wolverhampton é invencível, deixe-os ir para Moscou e Budapeste. E há outros clubes de renome internacional: Milan e Real Madrid, para citar apenas dois. Um campeonato mundial de clubes, ou pelo menos europeu – maior, mais significativo e mais prestigioso que a Copa Mitropa e mais original que uma competição de seleções – deveria ser lançado.

O Congresso da UEFA de março de 1955 viu a proposta levantada, com aprovação dada em abril daquele ano, e o início da primeira Taça dos Campeões Europeus na temporada seguinte. No entanto, não haveria times soviéticos (até 1967) ou ingleses no primeiro torneio.

## Taça dos Campeões Europeus (1955–1992)

### 1955–1960: Domínio inicial do Real Madrid
O formato original da Taça dos Campeões Europeus colocava somente clubes escolhidos pela revista francesa L'Équipe para se enfrentarem. As escolhas eram baseadas na representatividade e no prestigio dos clubes na Europa, no qual somente sete dos dezesseis clubes convidados eram campeões de suas respectivas ligas nacionais. O Dínamo de Moscou, campeão da União Soviética, não pode participar devido a restrições climáticas. O Chelsea foi o primeiro clube da Inglaterra convidado para participar, porém a The Football Association, entidade que controla o futebol inglês, impediu seus clubes de participarem pois enxergava a competição como uma distração para seus torneios locais. No lugar de um clube inglês, foi chamado o Gwardia Warszawa da Polônia. O Manchester United aceitaria participar da edição seguinte contra a vontade da entidade, que logo após concordaria em aderir a competição europeia.
A primeira edição ocorreu em uma única chave eliminatória com 16 equipes, com as partidas disputadas no sistema de ida e volta, exceto pela final disputada em jogo único. No domingo, 4 de setembro de 1955, realizou-se em Lisboa o primeiro jogo da Taça dos Campeões Europeus, um empate de 3 a 3 entre o Sporting de Portugal e Partizan da Sérvia. A primeira final foi realizada no Parc de Princes, em Paris, e vencida pelo espanhol Real Madrid ao derrotar o francês Stade de Reims por 4 a 3.
Na edição seguinte houve um aumento de 16 para 22 equipes participantes, com cada país sendo representado unicamente pelos campeões de suas ligas nacionais, exceto pela Espanha, que havia uma vaga para o Athletic Bilbao, campeão espanhol de 1955–56, e para o Real Madrid, campeão da edição anterior da competição europeia. O Galatasaray foi o único, além do Real Madrid, a não participar como campeão nacional, já que não havia a liga turca na época. Foi a primeira vez que ocorreu uma rodada preliminar antes da fase principal, apesar de todas as partidas seguirem no mesmo formato eliminatório. O Real Madrid defendeu seu título em uma final disputada em sua casa, o Estadio Santiago Bernabéu, derrotando a italiana Fiorentina por 2 a 0.
O número de participantes foi aumentando gradativamente até chegar a 27 equipes na temporada de 1959–60. Na final desta edição, o Real Madrid aplicou sete gols pra cima do alemão Eintracht Frankfurt, com 4 de Ferenc Puskás e 3 de Alfredo Di Stéfano, os primeiros jogadores a marcarem três gols em uma final de Taça dos Campeões Europeus.
O Real Madrid dominou as cinco primeiras competições de forma relativamente confortável, além de Di Stéfano e Puskás, a equipe tinha jogadores importantes como Francisco Gento e Raymond Kopa. O espanhol Miguel Muñoz venceu as três primeiras edições como jogador e a última treinando a equipe.

### 1960–1965: Sucesso do Benfica e dos clubes de Milão
O domínio do Real Madrid foi encerrado na temporada de 1960–61 por seus maiores rivais domésticos, o Barcelona, que após passar pela fase preliminar, eliminou os detentores do título em duas partidas disputadas que culminaram em 4 a 3 para o Barça. Outro clube que iniciou a competição na fase preliminar foi o Benfica de Portugal, que chegou até a final sendo o clube mais goleador do torneio, graças à jogadores como José Águas, José Augusto, Santana e Mário Coluna. O Benfica derrotou o Barcelona por 3 a 2 na partida final no Wankdorf Stadium em Berna, Suíça, se tornando os primeiros campeões após o reinado madrileno. Na temporada seguinte de 1961–62, o Benfica contratou o lendário jogador Eusébio, que junto com José Águas, marcaram diversos gols pela equipe. O Benfica enfrentou o Real Madrid na final em 2 de maio de 1962. Pela segunda vez, Ferenc Puskás marcava três gols em uma final da competição, que colocou os campeões espanhóis na frente antes do intervalo, mas dois gols de Coluna e da estrela em ascensão Eusébio viraram o placar para 5 a 3, tornando o Benfica bicampeão europeu.
Na temporada de 1962–63, aumentou-se o número de participantes para 30. O Benfica chegou a sua terceira final consecutiva, mas perdeu por 2 a 1 para o incrível time do Milan, da cidade de Milão, na Itália. O Milan iniciou a competição aplicando uma extraordinária goleada para cima do Union Luxembourg de 14 a 0 no agregado.[carece de fontes?] Isso ajudou dois dos jogadores do Milan, José Altafini e Paolo Barison, a terminarem a competição como maiores artilheiros, ao lado de Eusébio, com seis gols cada.
A edição seguinte foi a primeira a ter dois clubes italianos participantes, os principais da cidade de Milão — Milan e Internazionale. O Milan foi o único time desta edição a não começar pela fase preliminar, já que havia vencido o torneio anterior. No entanto, o Milan caiu nas quartas de final para o Real Madrid, tomando uma goleada de 4 a 1 na partida de ida e não conseguindo reverter o placar na partida de volta, vencendo somente por 2 a 0. O Real Madrid chegou novamente à final, mas perdeu para a Internazionale por 3 a 1, com dois gols de Sandro Mazzola e um de Aurelio Milani. Na temporada de 1964–65 a Inter defendeu seu título com sucesso ao derrotar o Benfica na final por 1 a 0, essa que seria a primeira final com um único gol, marcado pelo brasileiro Jair da Costa. Este período da "Grande Inter", liderado pelo técnico Helenio Herrera e o craque Luis Suárez, é bem lembrado na Itália, com muitos na época esperando que o clube igualasse o domínio do Real Madrid ao longo da década.

### 1965–1969: A sexta do Real Madrid, campeões britânicos e Milan
O Real Madrid se vingaria da Internazionale na temporada de 1965–66, ao eliminá-los nas semifinais por um placar de 2 a 1. O time madrileno conquistou novamente o título na final por 2 a 1 contra o Partizan da antiga Iugoslávia, a primeira equipe do leste do continente a chegar à final. No entanto, os dois maiores artilheiros desta edição seriam jogadores de times que caíram nas quartas de final, o português Eusébio do Benfica e o húngaro Florián Albert do Ferencváros, ambos com 7 gols desde as rodadas preliminares. Outro resultado notável dessa temporada veio do clube inglês Manchester United, que quebrou a invencibilidade do Benfica como mandante ao vencê-los por 5 a 1.
Na final de 1966–67, o escocês Celtic se tornou o primeiro time do norte da Europa a vencer a competição, voltando de uma desvantagem de 1 a 0 após um pênalti de Sandro Mazzola para vencer a Internazionale por 2 a 1 no Estádio Nacional de Lisboa, com gols de Tommy Gemmell e Stevie Chalmers. A equipe, que ficou conhecida como "Lisbon Lions" (lit. Leões de Lisboa), comandada por Jock Stein, era única, pois todos os jogadores nasceram a 30 milhas (50 km) do Celtic Park, em Glasgow.
Dez anos após o desastre aéreo de Munique, o Manchester United se tornou o primeiro time inglês a vencer a competição na temporada de 1967–68, derrotando o Benfica na final por 4 a 1 após a prorrogação no Estádio de Wembley, em Londres. Matt Busby, técnico do United na época do desastre em Munique, sobreviveu aos ferimentos fatais sofridos no acidente e ainda estava no comando do time, e dois outros sobreviventes do desastre jogaram na partida — Bobby Charlton, que marcou dois gols no jogo, e Bill Foulkes.
A temporada de 1968–69 foi vencida pelo Milan, que venceu o clube holandês Ajax por 4 a 1 na final no Estadio Santiago Bernabéu, em Madrid, após eliminar o atual campeão Manchester United nas semifinais. O atacante Pierino Prati marcou o primeiro "hat-trick" em uma final da Taça dos Campeões Europeus desde Ferenc Puskás, em 1962. Nesta edição, vários clubes do bloco soviético desistiram das duas primeiras eliminatórias, quando a UEFA juntou todos eles uns contra os outros, no rescaldo da invasão soviética da Tchecoslováquia. Ainda, foram permitidas substituições de dois jogadores em qualquer momento do jogo; foram introduzidas datas de jogos obrigatórias (duas semanas entre as partidas) e fixadas nas quartas-feiras; a regra do gol fora de casa foi estendida para a primeira e segunda rodadas.

### 1969–1973: Controle holandês e o "Futebol Total"
Em 1970, o Feyenoord Rotterdam foi o primeiro time holandês a conquistar a Taça dos Campeões Europeus depois de derrotar o Celtic, os únicos finalistas do torneio por cara ou coroa por 2 a 1 após a prorrogação. No entanto, nos três anos seguintes, o Ajax e seus expoentes do "Futebol Total", incluindo Johan Cruyff e Johan Neeskens, entre outros, juntamente com seu pioneiro tático e técnico Rinus Michels, ocupariam mais profundamente o centro do palco europeu, despachando Panathinaikos, Internazionale e Juventus em finais sucessivas.

### 1973–1976: O domínio triplo do Bayern
A metade da década de 1970 pertenceu ao Bayern de Munique. Liderado por Franz Beckenbauer, e também estrelado por Sepp Maier, Gerd Müller, Uli Hoeneß e Paul Breitner, o clube alemão não apenas imitou o trio de vitórias do Ajax, mas foi inconfundivelmente inspirado pelo farol do "Futebol Total". Em sua primeira final, o Bayern triunfou sobre o Atlético de Madrid em partida repetida, sendo que o primeiro dos dois jogos terminou empatado após empate tardio de Hans-Georg Schwarzenbeck, o segundo resultando em goleada de 4 a 0 em Bruxelas. No ano seguinte, o Leeds United foi controversamente – alguns dizem corruptamente – vencidos por 2 a 0 em um caso mal-humorado no Parc des Princes em Paris. Por fim, o Saint-Étienne foi derrotado em Hampden Park, em Glasgow, em 1976. Após esse período de ouro, o time declinou lentamente e não venceria o torneio por 25 anos. No entanto, eles apareceriam em outra final em 1982 com três dos vencedores do título de meados dos anos 1970 no elenco.

### 1976–1984: O reinado inglês
Em 1977, o Liverpool venceu o Borussia Mönchengladbach por 3 a 1 em Roma e, em 1978, tornou-se o primeiro clube britânico a ganhar o troféu duas vezes ao vencer o campeão belga, o Club Brugge, em Wembley. O Liverpool perdeu na primeira rodada da competição de 1979 para o também inglês Nottingham Forest, que venceu o torneio na indiscutivelmente a mais impressionante ascensão ao topo do futebol continental na história do futebol europeu, guiado por seu talentoso técnico Brian Clough, ao derrotar o time sueco do Malmö FF por 1 a 0 na final de Munique. No ano seguinte, o Forest venceu o Hamburgo SV no Estádio Santiago Bernabéu pelo mesmo placar para defender o troféu com sucesso e continua sendo o único time a vencer a competição mais vezes (duas vezes) do que seu próprio campeonato nacional (uma vez). O Liverpool voltou à final em 1981, onde conquistou seu terceiro troféu com uma vitória por 1 a 0 sobre o Real Madrid em Paris.
Outro clube da Inglaterra, o Aston Villa, venceu a competição em 1982 com uma vitória por 1 a 0 sobre o Bayern de Munique no Feijenoord Stadion em Rotterdam. O Hamburgo SV então conquistou o título em 1983, derrotando a Juventus por 1 a 0 em uma final que, pela primeira vez em sete anos, não contou com nenhum time inglês. O Liverpool, no entanto, estava de volta em 1984 para derrotar a AS Roma no estádio de seu adversário, o Stadio Olimpico, em uma disputa de pênaltis depois que os times empataram em 1 a 1, tornando-se o primeiro time a ganhar o troféu quatro vezes desde o Real Madrid nos anos 50. A partida é mais conhecida pelas travessuras do goleiro do Liverpool Bruce Grobbelaar. Enquanto Bruno Conti, da Roma, se preparava para chutar, Grobbelaar caminhou em direção ao gol sorrindo confiante para as câmeras alinhadas atrás, depois começou a morder o fundo da rede, imitando comer espaguete. Conti acertou o pênalti por cima da barra. Grobbelaar então produziu uma performance semelhante antes de Francesco Graziani dar seu chute, notoriamente balançando as pernas em falso terror. Graziani errou e o Liverpool venceu o desempate por pênaltis por 4 a 2, tornando Grobbelaar o primeiro africano a ganhar uma medalha na competição.

### 1984–1985: Liverpool, Juventus e a tragédia de Heysel
O Liverpool, tendo vencido o torneio de 1984, voltou a defender o troféu em Bruxelas um ano depois. Mas a derrota por 1 a 0 para a Juventus foi ofuscada pela morte de 39 torcedores, a maioria da Juventus, no Estádio de Heysel. A consequência foi uma suspensão de cinco anos das competições europeias para os clubes ingleses, com uma suspensão de seis anos para o Liverpool. As consequências de longo prazo para o futebol de clubes ingleses devido às ações dos torcedores do Liverpool no Estádio de Heysel foram severas em termos de sucesso de alto nível, com os clubes ingleses lutando inicialmente para causar um impacto significativo nas competições europeias após o retorno da proibição. 14 anos depois de Heysel, um time inglês voltaria a triunfar na competição.

### 1985–1988: Heróis improváveis

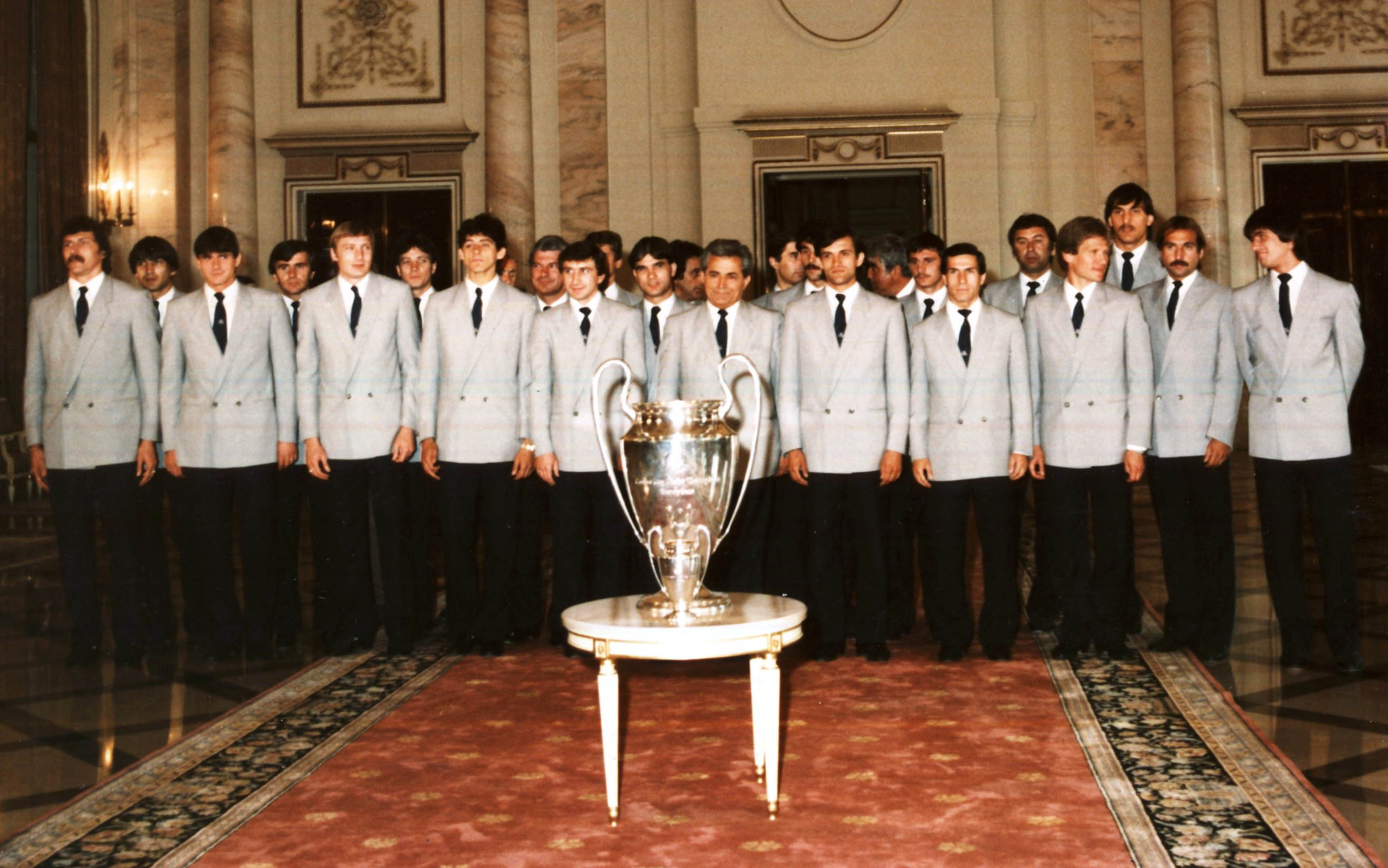
O time do Steaua com a Taça dos Campeões Europeus em 1986

As três primeiras temporadas após a tragédia de Heysel viram a Copa dos Campeões Europeus conquistada pelo Steaua București da Romênia, Porto de Portugal e PSV Eindhoven da Holanda. A final entre Porto e Bayern de Munique foi considerada especialmente emocionante, com um audacioso gol de calcanhar do argelino Rabah Madjer dando ao Porto o primeiro título, enquanto o Steaua chocou o Barcelona em Sevilha na disputa de pênaltis, quando o goleiro do Steaua, Helmuth Duckadam salvou quatro pênaltis consecutivos para vencer por 2 a 0, tornando o time de Bucareste o primeiro do Leste Europeu a vencer.

### 1988–1992: A afirmação do Milan e o primeiro título do Barcelona
Em 1989, sob a gestão de Arrigo Sacchi, o Milan venceu a Copa dos Campeões da Europa pela primeira vez em 20 anos, derrotando o campeão de 1986, o Steaua București, por 4 a 0 na final. Em 1990, o Milan manteve o título, derrotando o Benfica por 1–0 em Viena. O trio holandês de Marco van Basten, Ruud Gullit e Frank Rijkaard foi o coração brilhante do time italiano, que também contou com uma defesa formada por Mauro Tassotti, Franco Baresi, Alessandro Costacurta e Paolo Maldini, muitas vezes considerada uma das maiores defesas da história do jogo.
O troféu de 1991 foi para o Estrela Vermelha de Belgrado, campeão da liga iugoslava, que derrotou o Olympique de Marselha nos pênaltis após um empate sem gols. A final de 1991 também foi a única final no período de 1989 a 1998 que não contou com uma seleção italiana. A proibição de clubes ingleses no futebol europeu foi suspensa na temporada 1990–91, mas o campeão inglês Liverpool não pôde competir na Taça dos Campeões Europeus porque teve que cumprir um ano extra. A Taça dos Campeões Europeus de 1991–92, que seria a última temporada com esse nome, passou por uma mudança, com as quartas de final sendo transformadas em formato de grupo. A final, disputada no Estádio de Wembley, foi vencida pelo Barcelona contra a Sampdoria. O Barça, na época apelidado de "Dream Team", era treinado por Johan Cruyff.

## Liga dos Campeões da UEFA (1992–presente)

### 1992–1993: O nascimento da Liga dos Campeões; Marselha conquista o primeiro título
A competição foi renomeada para Liga dos Campeões da UEFA na temporada 1992–93, passando por diversas mudanças de marketing e direitos de TV graças à parceria da UEFA e da TEAM Marketing AG. As oito equipes participantes das quartas de final no formato de liga experimentaram uma abordagem muito nova para a organização e comercialização da partida.
O Olympique de Marselha derrotou o Milan na final de 1993 e se tornou o primeiro time a vencer a Liga dos Campeões e o primeiro campeão europeu da França. Posteriormente, eles foram proibidos de defender sua coroa no que foi apenas o começo de um colapso decorrente da manipulação de resultados domésticos cometida pelo presidente Bernard Tapie. O clube acabou perdendo o campeonato da Ligue 1 depois que foi revelado que Tapie havia fraudado as contas financeiras do clube. O Marselha continua sendo o único clube francês a vencer a Taça dos Campeões Europeus / Liga dos Campeões.

### 1993–1996: Título do Milan e o retorno de Ajax e Juventus
O Milan recuperou o troféu em 1994, derrotando um time repleto de estrelas do Barcelona por 4 a 0, no que muitos consideraram uma das melhores atuações em finais da Liga dos Campeões da era moderna. O Milan era o chamado "zebra", com dois defensores importantes forçados a ficar de fora, mas o técnico Fabio Capello rejeitou a tradicional cautela italiana do catenaccio e levou-os a uma goleada sobre o "time dos sonhos" de Johan Cruyff. O zagueiro do Milan, Marcel Desailly, já havia jogado pelo Olympique de Marseille quando conquistou a Liga dos Campeões, sendo o primeiro jogador a vencer a Copa em temporadas consecutivas por clubes diferentes, e também o primeiro jogador a se transferir para o lado adversário da final. O Milan também chegou à final em 1995, mas perdeu por 1 a 0 para um jovem time do Ajax com Edwin van der Sar, Frank de Boer, Ronald de Boer, Edgar Davids, Clarence Seedorf, Marc Overmars e Patrick Kluivert, além dos veteranos Frank Rijkaard e Danny Blind. Foi o primeiro triunfo do clube desde 1973, quando conquistou três títulos consecutivos. O Ajax, por sua vez, chegou à final seguinte em 1996, mas caiu para a Juventus de Ciro Ferrara, o vencedor de 1993, Didier Deschamps, Paulo Sousa e o notável trio ofensivo composto por Alessandro Del Piero, Fabrizio Ravanelli e o finalista de 1992 Gianluca Vialli após uma disputa de pênaltis. Vialli se tornou o sexto jogador italiano (depois dos ex-jogadores da Juventus, Sergio Brio, Antonio Cabrini, Gaetano Scirea, Marco Tardelli e Stefano Tacconi) a conquistar os três títulos europeus sazonais de clubes, sendo o primeiro atacante a conseguir tal feito.

### 1996–1998: Muralha amarela e Os Galácticos
O Borussia Dortmund venceu a Liga dos Campeões da UEFA em 1997. Na final em Munique, o Dortmund enfrentou a Juventus. O Dortmund ergueu o troféu com uma vitória por 3 a 1. O técnico do Dortmund, Ottmar Hitzfeld, conseguiu erguer o título pela primeira vez.
O Borussia Dortmund entrou na lista dos campeões da liga europeia em 1997 quando derrotou os até então atuais campeões do torneio, o time da Juventus na final, depois de ter derrotado os campeões ingleses do Manchester United na semifinal. Mas a temporada de 1996-97 foi uma temporada de progresso para o futebol inglês na liga europeia, porque o Manchester United era então a primeira equipe inglesa a chegar entre os oito melhores na era pós-Heysel.
Em 1997-98, os vice campeões de algumas ligas europeias foram autorizados a disputar o torneio. O título de 1998 foi para o Real Madrid, que levantou a taça pela sétima vez na história, sendo a primeira desde 1966.

### 1998–1999: O retorno do Manchester United
Numa final emocionante, o Manchester United conquistou o título de Campeão da Europa. O Manchester foi a primeira equipe inglesa a conquistar a "tríplice coroa": ganhou a Liga dos Campeões, a Premier League e a Copa da Inglaterra.
A decisão, disputada em Barcelona (Espanha), é considerada a final mais emocionante de todos os tempos na Liga dos Campeões,  já que o Manchester perdia por 1 x 0 para o Bayern de Munique até aos 45 minutos do segundo tempo. Mas após uma virada espetacular com gols de Teddy Sheringham, aos 46 minutos, e Ole Gunnar Solskjær, um minuto depois, os "diabos vermelhos" conquistaram o título europeu.

### 1999–2005: Cinco campeões de cinco países diferentes
A última Liga Europeia do século XX foi vencida pelo Real Madrid, campeão espanhol, que venceu o também espanhol Valencia por 3-0. A temporada 1999-2000 também viu algumas ligas tradicionais, incluindo a liga inglesa, classificar três equipes para participar na liga milionária.
A Liga dos Campeões, nos primeiros cinco anos do 3º Milênio, foi conquistada pelos clubes das cinco maiores potências do futebol europeu da atualidade: Alemanha, Espanha, Itália, Portugal e Inglaterra. Dessas, 3 foram disputadas nos pênaltis.
O gigante alemão Bayern de Munique ganhou a primeira do Século XXI, em 2001 sobre o Valencia. O jogo terminou 1 x 1, e o clube alemão venceu o clube espanhol nos pênaltis por 5 x 4. A partida foi disputada no San Siro, em Milão.
Em 2002, o Real Madrid foi campeão pela nona vez, vencendo o Bayer Leverkusen por 2 x 1, no Hampden Park em Glasgow, na Escócia. A partida ficou marcada pelo espetacular voleio do francês Zinedine Zidane, tornando-se um dos gols mais bonitos da história da Liga dos Campeões da UEFA.
A final de 2003 foi italiana, mas jogada em Inglaterra, e o vencedor foi o Milan, que venceu a Juventus nos pênaltis por 3 x 2, após empate de 0 x 0 no tempo normal. A partida foi disputa em Old Trafford, estádio do Manchester United.
Em 2004, o Porto derrotou o Monaco por 3 x 0 (Carlos Alberto, Deco e Dmitriy Alenichev) no estádio Arena AufSchalke em Gelsenkirchen, na Alemanha. Depois de eliminar candidatos como Manchester United, Deportivo La Coruña, Lyon, entre outros, a equipe de José Mourinho venceu a final contra o Monaco, que por sua vez tinha eliminado equipes como Chelsea e Real Madrid. Vítor Baía foi considerado o melhor goleiro da Europa nessa temporada pela UEFA.
Em 2005, quando todos apontavam o Milan como favorito, o Liverpool de Luis García, Xabi Alonso e Steven Gerrard, surpreendeu o time italiano e levantou o troféu. Numa das finais mais emocionantes da história da Liga dos Campeões, o primeiro tempo terminou com uma vitória de 3 x 0 do Milan. A equipe inglesa conseguiu o empate nos primeiros 15 minutos do segundo tempo. Após a prorrogação sem gols, o Liverpool conquistou o seu quinto título europeu na disputa por pênaltis.

### 2005–2007: Vitória catalã e revanche à milanesa
Em 2006, o Arsenal, de Thierry Henry, da Inglaterra, e que nunca foi campeão europeu, chegou à final, depois de eliminar Real Madrid, Juventus e o surpreendente Villarreal. No entanto, precisava vencer em Paris o favorito Barcelona, de Ronaldinho Gaúcho, Deco, Samuel Eto'o e Henrik Larsson. O clube inglês saiu na frente com um gol de cabeça de Sol Campbell, mas os catalães viraram o placar no segundo tempo com uma magnífica participação de Henrik Larsson, que havia entrado durante o jogo, nos dois gols (de Eto'o e Belletti) e conquistaram pela segunda vez a Liga dos Campeões, coroando uma nova grande fase no clube azulgrená.
Em 2007, o Milan consegue a revanche depois de 2 anos após vencer o Liverpool, vencendo o jogo por 2 x 1 com 2 gols do "iluminado" Filippo Inzaghi. Seus destaques na competição foram os meias Kaká (artilheiro da competição), Seedorf e Gattuso, além do capitão Paolo Maldini, que levantou a taça pela quinta vez, na sua sétima final. A equipe italiana eliminou nas fases decisivas Celtic, FC Bayern München e Manchester United, enquanto os ingleses bateram Barcelona, PSV e Chelsea.

### 2007–2011: Otiki-takado Barcelona e início da era Messi–Ronaldo
Na temporada 2007-2008, o Liverpool bateu o recorde da maior goleada no formato atual, quando bateu o clube turco Besiktas no Anfield, na cidade de Liverpool, por 8 x 0. O recorde pertencia à Juventus que em 2003 bateu o Olympiakos da Grécia por 7 x 0 e também ao Arsenal, que também na temporada 2007-2008, venceu o Slavia Praga por 7 x 0.
As semifinais da temporada 2007-2008 foram entre Barcelona x Manchester United e Chelsea x Liverpool. Os vencedores foram Chelsea e Manchester United, que se enfrentaram na final. Pela terceira vez na história dois clubes do mesmo país se enfrentam na final da Champions League, e pela primeira vez, dois ingleses. A final foi no Estádio Luzhniki em Moscou, Rússia, e terminou nos pênaltis, após empate no tempo normal e prorrogação em 1 x 1. Cristiano Ronaldo (artilheiro da competição) e John Terry (capitão do Chelsea) erraram as suas cobranças, e o goleiro Edwin Van Der Sar garantiu o título dos Red Devils ao defender a cobrança de Anelka.
Foi a 54ª edição do torneio Europeu de clubes de futebol e a 17ª edição com o atual formato. O grande favorito era a equipe inglesa do Chelsea, detentora de um elenco milionário, mas os ingleses foram derrotados nas semifinais diante do poderoso Barcelona, em casa, quando nos últimos minutos o Barcelona empatou o jogo, e classificou-se nos critérios de gols marcados fora de casa, já que haviam empatado por 0 x 0 a primeira partida no Camp Nou. A partida final da competição foi disputada no Stadio Olimpico de Roma, no dia 27 de maio, entre Barcelona e Manchester United, com vitória do clube espanhol por 2 x 0, golos de Eto'o, aos 9 minutos do primeiro tempo e Messi, aos 24 do segundo tempo.
Com dois gols do argentino Diego Milito, a Internazionale bateu o Bayern de Munique por 2 x 0 no estádio Santiago Bernabéu, em Madrid, e foi campeão após 45 anos de jejum da equipa italiana, tendo eliminado na semifinal o atual campeão e favorito ao título Barcelona. Além disso, a equipe comandada pelo técnico José Mourinho fez história ao garantir uma inédita tríplice coroa em seu país. Antes de triunfar na Liga, a Inter já havia levantado os troféus do Campeonato Italiano e da Copa da Itália.
A 56ª edição do torneio foi vencida pelo Barcelona, na decisão contra o Manchester United, repetindo a final de 2009 em pleno Wembley Stadium, Londres. Com um gol de Lionel Messi, um de David Villa e outro de Pedro, contra um de Wayne Rooney, a equipe catalã venceu o Manchester United Esta edição contou com uma semifinal envolvendo os dois grandes times da Espanha, Real Madrid e Barcelona, com um duelo entre os então melhores jogadores em atividade Cristiano Ronaldo (Real Madrid) e Lionel Messi (Barcelona). O argentino se destacou mais que o português e levou a que foi considerada a melhor equipe que o Barcelona já formou à próxima etapa.

### 2011–2012: Festa inglesa em Munique
Na edição de número 57, foi a vez do Chelsea vencer pela primeira vez na sua história o torneio. A decisão foi no estádio Allianz Arena, em Munique, casa do seu adversário, Bayern de Munique. De um lado vinha o Chelsea, cuja presença era dita como um milagre, já que não havia conseguido classificação para a liga da temporada seguinte pela Premier League e vinha de uma vitória inesperada contra o Barcelona (clube tido como favorito a ganhar a competição naquela oportunidade) nas semifinais; do outro o Bayern de Munique, que jogava em casa, após derrotar o Real Madrid na Espanha. No tempo regulamentar, o Bayern abriu o marcador depois do cruzamento feito por Toni Kroos, passando pela zaga do clube londrino que apenas assistiu Thomas Müller cabecear a bola que, após tocar no chão, confundiu o goleiro Petr Čech. O jogo estava praticamente definido, mas o Chelsea ainda tinha esperanças colocando Fernando Torres para jogar, que nos acréscimos do segundo tempo conseguiu um escanteio em jogada na linha de fundo. Juan Mata cruzou, conseguindo encontrar o jogador costa-marfinense Didier Drogba que colocou na rede após cabeçada fulminante em Manuel Neuer. Na prorrogação, Frank Ribéry foi derrubado por Drogba na área, porém a oportunidade foi desperdiçada pelo holandês Arjen Robben do Bayern de Munique. Na decisão por pênaltis, embora o espanhol Juan Mata tenha perdido o pênalti pelo Chelsea, Petr Čech defendeu a cobrança do croata Ivica Olić e Bastian Schweinsteiger do Bayern de Munique acertou a trave. Tranquilamente, o jogador que na prorrogação cometeu falta dentro da área, Didier Drogba, converteu a última cobrança, dando para o Chelsea seu primeiro troféu na competição. Fato interessante é que o arqueiro bávaro Manuel Neuer também se mostrou eficaz em cobrança de pênaltis além de ter sangue frio, cobrando o terceiro pênalti do Bayern de Munique e convertendo, ao contrário dos seus companheiros de linha que desperdiçaram as suas cobranças.

### 2012–2013: Final alemã
Depois de 58 anos de competição, enfim ocorria uma final alemã na Liga dos Campeões. O tetracampeão Bayern de Munique, após eliminar Arsenal, Juventus e Barcelona (com 7 x 0 no placar agregado, incluindo uma acachapante vitória por 3 x 0 na casa do rival) enfrentava o também campeão Borussia Dortmund, mas que era a grande surpresa da competição. Após anos no calvário, a equipe amarela havia retornado ao torneio na temporada passada, mas decepcionou ao cair na fase de grupos. Com a faixa de campeão alemão (conquistado sobre o próprio Bayern), passaram em primeiro lugar no chamado "grupo da morte", com Real Madrid, Ajax e Manchester City. Nas oitavas e quartas, eliminaram as zebras Shakhtar Donetsk e Málaga respectivamente. Para voltar a final, precisaram eliminar o Real Madrid novamente.
O palco do grande jogo era o lendário Wembley, em Londres. Ambas as torcidas fizeram um show nas arquibancadas, com destaque para a "muralha amarela". Após um primeiro tempo sem gols, o croata Mandzukic teve a honra de abrir o placar para os bávaros. O Borussia, que estava desfalcado de Mario Gotze, empatou em cobrança de pênalti de Ilkay Gundogan. E quando o jogo estava prestes a ir para a prorrogação, Arjen Robben recebeu passe de Franck Ribéry e tocou na saída do goleiro, para marcar o gol da 5ª conquista bávara da Liga dos Campeões. No duelo alemão, a festa ficou para o lado vermelho.
O Francês Franck Ribéry, campeão com o Bayern, foi eleito o melhor jogador da competição.

### 2013–2018: Dominância espanhola

#### 2013–2014:La Décimado Real Madrid
12 anos depois da sua última conquista, a sonhada "La Décima" do Real Madrid finalmente aconteceu. Após uma fase de grupos espetacular, com 100% de aproveitamento, os merengues eliminaram três times alemães para chegar à final, em Lisboa: Os rivais Schalke 04 e Borussia Dortmund e o atual campeão Bayern de Munique. O adversário no Estádio da Luz seria o rival local: O Atlético de Madrid, que estava apenas na sua segunda final. E quase que os colchoneros conseguem estragar a festa dos rivais: até os 48 minutos do segundo tempo, Godín dava a vitória para o Atlético, mas o também zagueiro Sergio Ramos empatou e levou o jogo para a prorrogação. No tempo extra, não deu: Bale, Marcelo, e o artilheiro da competição Cristiano Ronaldo (que marcava o seu gol número 17, recorde na competição) marcaram e deram a vitória de 4 x 1 e o sonhado décimo título para os merengues.

#### 2014–2015: Barcelona e o trio MSN
Realizada no Estádio Olímpico de Berlim, a edição de 2015 daria a Tríplice Coroa ao seu vencedor, pois tanto a Juventus quanto o Barcelona tinham conquistado o campeonato e a copa nacional na temporada (Itália e Espanha, respectivamente). A Velha Senhora voltava a final da competição após 12 anos, e trazia o futebol italiano de volta a uma final 5 anos após o título da Internazionale. Já a equipe blaugrana chegava à sua quarta final em nove anos.
Embalado pelo trio de ataque MSN, composto por Messi, Neymar e Suárez, o Barça eliminou o Manchester City, PSG e Bayern de Munique para chegar a Berlim (com direito a 11 gols do trio). Já a Juve, embalada por Tévez, Pirlo e Pogba, classificou-se em segundo no seu grupo e passou por Borussia Dortmund, Monaco e o atual campeão Real Madrid, na semifinal.
A grande final começou logo com um gol aos quatro minutos: Rakitić abriu o placar para o Barcelona. O clube italiano empatou no começo da segunda etapa, gol de Morata. Mas o uruguaio Luis Suárez e o artilheiro da competição, Neymar, marcaram e sacramentaram o quinto título aos culés.

#### 2015–2018: Tricampeonato do Real Madrid
O técnico Zidane comandou o trio BBC (Bale, Benzema e Cristiano Ronaldo) e cia rumo a consagração em Milão. Depois de 120 minutos de um jogo muito difícil no qual terminou de 1 x 1 com gols de Sergio Ramos - que já havia feito um gol importante na final de 2014 também contra o Atlético de Madrid para os blancos - e Carrasco para colchoneros, o jogo foi para os pênaltis, na qual o Real Madrid foi perfeito e venceu por 5 x  3 com Cristiano Ronaldo convertendo a última cobrança. Ele também conseguiu um marca de 16 gols na competição. Zidane entrou para o grupo de  campeões como treinador e jogador a conquistarem a "orelhuda". Também é o único a ser campeão da Liga dos Campeões da UEFA como jogador, treinador e assistente técnico.
O Real Madrid do trio BBC chegou mais uma vez a final. Eliminando times como Napoli (oitavas de final), Bayern de Munique (quartas de final) e seu rival Atlético de Madrid (semifinal), o Real Madrid iria enfrentar a poderosíssima Juventus de Daniel Alves, Gianluigi Buffon e Paulo Dybala que eliminou times como Porto (oitavas de final), Barcelona(quartas de final) e Monaco (semifinal). A final foi realizada no Millenium Stadium em Cardiff, onde o Real Madrid ganhou por 4 x 1 da Juventus, com Cristiano Ronaldo abrindo o placar para os merengues aos vinte minutos, logo depois aos vinte e sete minutos Mario Mandžukić empatou para a Juve com um golaço de bicicleta, na metade da segunda etapa não deu para o time italiano, aos sessenta minutos, Casemiro desempatou com um chute de fora da área que desviou na zaga, sete minutos depois, Cristiano Ronaldo fez  3 x 1 e nos acréscimos, Asensio ampliou para 4 x 1 após bela jogada de Marcelo. Após o apito final o time de Madrid conquistou o seu 12º título e também conquistou o primeiro bicampeonato consecutivo da era moderna da Liga dos Campeões da UEFA.
O Real Madrid conquistou seu terceiro título consecutivo em 2018 contra o Liverpool em Kiev, vencendo o jogo por 3–1. Foi uma partida para esquecer do goleiro do Liverpool, Loris Karius, que cometeu dois terríveis erros durante a partida.

### 2018–2021: Finais entre ingleses, Bayern e a pandemia de COVID-19
O Liverpool conquistou sua sexta Liga dos Campeões ao derrotar o Tottenham por 2–0 na final de 2019. Ambos os finalistas conseguiram viradas improváveis em suas semifinais, com o Liverpool superando a derrota fora de casa por 3–0 para o Barcelona com uma vitória em Anfield por 4–0 com gols marcados por heróis improváveis, e assim chegando na sua oitava final de Liga dos Campeões. Já o Tottenham, após ter perdido em casa por 1–0, venceu o Ajax por 3–2 de virada em Amsterdã, e classificando pelo gol fora de casa em um jogo onde Lucas Moura marcou os três gols a favor do Spurs e assim chegar pela primeira vez a uma final de Liga dos Campeões. Levando em conta que, os dois finalistas passaram por apuros durante a fase de grupos da competição, com ambos classificando apenas na última rodada de jogos, e em segundo lugar nos seus respectivos grupos.
Em uma Liga dos Campeões marcada pela COVID-19, o Bayern conquistou o torneio de forma invicta ao vencer o Paris Saint-Germain por 1 a 0 na final no Estádio da Luz. A equipe alemã fez uma campanha histórica, tendo 100% de aproveitamento ao vencer todos os jogos da competição, incluindo uma vitória histórica em cima do Barcelona por incríveis 8 a 2, na fase de quartas de final. Robert Lewandowski foi um dos grandes jogadores da temporada ao marcar 15 gols na competição em apenas 10 jogos. E na final vencida por 1x0 que teve gol marcado pelo jogador Coman. A fase de grupos e alguns jogos das oitavas de final ainda contaram com a presença de público, porém, quando foi declarada o estado de pandemia, o torneio foi suspenso no dia 13 de março de 2020, sendo disputados entre os dias 12 e 15 de agosto, sem público. As quartas de final, semifinal e a final também foram disputadas em jogo sem público com jogo único. Sendo a final disputada no domingo dia 23 de agosto, ao contrário do tradicional sábado, igual as edições passadas.
Outra Liga dos Campeões marcada pela COVID-19, o Chelsea venceu o torneio com apenas 1 derrota. Ao vencer o Manchester City na final no Estádio do Dragão. A equipa inglesa não começou da melhor maneira, mas passou em 1º num grupo com Sevilla, Krasnodar e Rennes. Nos oitavos passou contra o Atlético Madrid, mas com novo treinador, Thomas Tuchel; nos quartos venceu o FC Porto (2-1 agg), mas a eliminatória ficou marcada pelo golo de bicicleta de Mehdi Taremi, que ficou no pódio do prêmio Puskas, nas meias-finais ultrapassou o maior vencedor da competição, Real Madrid, e na final venceu o Manchester City por 1-0, com golo marcado por Havertz.

### 2022: A reviravolta do Real Madrid
Na primeira Liga dos Campeões após o fim da pandemia da COVID-19, o Real Madrid venceu sua 14º Champions, a primeira após saída de Sergio Ramos e Cristiano Ronaldo,de forma tortuosa, porém mágica, o time merengue enfrentou o PSG nas oitavas, o Chelsea nas quartas e o Manchester City nas semifinais, em 6 jogos de ida e volta contra esses times, o Real Madrid foi derrotado em 3 deles, mas se manteve vivo com remontadas históricas e brilho de seus atacantes, destacando-se o duelo contra o City nas semifinais com o primeiro jogo eletrizante terminando 4x3 para os ingleses, mas no jogo de volta o Real conseguiu uma virada por 3x1 nos acréscimos no Santiago Bernabéu, na final, o Real Madrid novamente enfrentou o Liverpool, como em 2018, e novamente saiu vencedor por 1x0 com gol feito por Vinícius Júnior e o jogo marcado por uma grande atuação do goleiro Thibaut Courtois. Essa conquista sagrou o técnico Carlo Ancelotti como o técnico mais vencedor da história da Champions, com 4 títulos, e sagrou o centroavante Karim Benzema artilheiro daquela edição, o vencedor da Bola de Ouro naquela temporada.

### 2023: A consagração do Manchester City
Depois de ser eliminado em 3 semifinais e perder a final para o Chelsea em 2021, o projeto iniciado em 2016 e liderado por Pep Guardiola finalmente sagrou o Manchester City campeão europeu pela primeira vez, e ainda por cima invicto, depois de um empate morno contra o RB Leipzig por 1x1, foram 4 vitórias e 2 empates para o City em todo o resto do mata mata, com uma goleada contra o próprio Leipzig por 7x0, uma vitória por 3x0 e depois um empate por 1x1 contra o Bayern nas quartas, outro empate por 1x1 e depois uma goleada histórica contra o Real Madrid por 4x0 nas semifinais, na grande final, o City enfrentou a Internazionale e venceu por 1x0 com gol do meio campista Rodri e uma ótima atuação do goleiro Ederson, que salvou um possível gol da Inter em um escanteio no último lance do jogo. Com a vitória, não só o próprio clube conquistou a taça pela primeira vez, como todos os jogadores do City, inclusive o artilheiro da edição Erling Haaland, também conquistaram sua primeira Champions. O título tornou o Manchester City o 6º clube inglês a vencer a competição europeia.